# Prendila così
Prendila così è una canzone di Lucio Battisti (scritta insieme a Mogol) tratta dall'album Una donna per amico del 1978. 
Questa canzone, pur non essendo un singolo, è diventata molto famosa grazie anche alle numerose cover di successo ad opera di, tra gli altri, Anna Oxa, Paolo Vallesi, Delta V, Petra Magoni, Ambra e Stefano Zarfati e nella trasmissione cult Non è la Rai dove era interpretata in playback da Mary Patti. Deve la sua fama anche al lungo assolo di sassofono finale di Derek Grossmith e si tratta della canzone più lunga incisa da Lucio Battisti. La cantante Svetlana Tchernykh ne ha inciso una versione in russo dal titolo так и понимай.